# 소녀 동지여 적을 쏴라
《소녀 동지여 적을 쏴라》(일본어: 同志少女よ、敵を撃て)는 아이사카 토마가 2021년에 발표한 전쟁 소설로 작가의 첫 작품이다. 스베틀라나 알렉시예비치의 《전쟁은 여자의 얼굴을 하지 않았다》 속 200여 명의 여성 병사들의 증언에서 영감을 받은 것이다. 작가는 한 언론과의 대담(인터뷰)에서 이 작품이 '반전(反戰) 소설'임을 명확하게 밝혔다.

## 등장인물
- 세라피마(セラフィマ)

주인공. 저격수. 독소전쟁으로 인해 어머니와 고향을 잃었다. 이리나의 초토 작전에 의해서 마을이 태워지고 자신은 독일군과 어머니를 죽인 저격수인 한스 예거와 모두 끝나면 이리나를 죽이겠다는 목적으로 이리나의 밑으로 저격수 양성 학교에 들어간다. 그뒤 이리나의 밑에서 샤를로타, 아야, 야나, 올가 등과 함께 훈련을 하고 그중에 샤를로타와 더 친해지고 올가가 모두를 속인 체카라는 것을 알게된다. 그 뒤 훈련을 완수해 정예병으로 첫 전투로 나간다. 그러나 첫 전투에서 동지 아야가 죽고 자신이 처음으로 사람을 죽였다는 생각에 의식을 잃는다. 그뒤 일어난 곳은 의무병인 타냐 앞이었고 이리나가 자신을 걱정했다는 타냐의 말을 믿지 않고 그들이 곧 스탈린그라드로 향한다는 것을 알게된다. 스탈린그라드에서는 시가전에 돌입해 있는 64부대와 합류해서 독일군을 막는다. 그러던 중 한 러시아인 여자가 물을 받으로 오는데 체카인 올가에 의해 그녀가 독일인 군사와 연애를 하고 있다는 정보를 알아내고 정보를 캐려 하지만 알아내지 못하고 다수결로 의해 돌려보내 준다. 그뒤 한 쿠쿠와 저격대결을 하던중 그 쿠쿠가 어린 아이들을 쐈고 그들을 세라피마 대신 구하러 간 한 독전대가 죽는다. 그뒤 체라피나는 이리마와 함께 쿠쿠를 저격하로 가고 저격에 성공한다. 그러나 체라피마는 저격을 즐겨버렸다는 자기자신과 자신을 그렇게 만든 이리나를 원망한다. 그 뒤 돌려보내준 여자의 애인인 저격수가 체라피마의 동지인 남자 저격수. 율리아를 죽이게 되고 그 뒤, 스탈린그라드전이 끝난 후 체라피마는 그 여자의 애인인 저격수가 바로 한스 예거라는 것을 알게된다. 그뒤 체라피마와 동지들은 소위로 승급되고 체라피마는 오직 한스 예거를 저격하기 위해서 노력한다. 그러다 한스 예거의 부대를 알아내었으나 이리나는 굳이 목슴을 걸어서 한스예거를 죽이로 가지 못하게 했고 체라피마는 그런 이리나를 죽이겠다고 했고 이리나는 자신을 죽이라고 말한다. 그러나 그때 이리나의 첫 제자이자 세라피마의 절친인 샤를 로타가 세라피마를 총으로 겨누고 세라피마는 이리나가 붙여놓은 감시요원과 함께 방으로 들어간다. 하지만 체라피마는 감시요원을 재운뒤 창문을 통해 나간 뒤 적진으로 나아간다. 그러나 체라피마는 한스 예거의 함정에 빠지게 되고 결국은 포로로 잡힌다. 그러나 그것은 체라피마의 작전이었고 그녀는 독일어를 할 수 있음에도 못하는 척 하며 한스 예거와의 독대를 요구한다. 그러나 한스 예거는 변명만하고 시간이 다 되자 독일군 한명이 세라피마를 죽이로 온다. 하지만 세라피마는 마지막으로 키스를 해달라는 거짓말로 상대를 무방비로 만든뒤 칼로 찔러 죽인뒤 탈출한다. 그때 체라피마가 가져왔던 2개의 책 중 하나는 태워지면서 아군에게 신호를 주고 이를 올가가 알아채서 적진 앞으로 나온다. 그러나 2번재 책과 그사이에 껴저있던 자신이 그 러시아 애인에게 주었던 반지에 써저있던 문구를 본( 그 여자는 배신죄로 내가 팔다리를 자르고 목을 잘라 죽였다라고 쓰여저있었다 ) 한스 예거는 분노해서 저격을 하려하고 나와있던 올가를 쏜다. 세라피마는 올가가 죽기전에 자신들을 속인 올가였지만 그녀와 마지막 대화를 나누고 올가는 마지막에 소련욕을 하며 죽는다( 뒈저라 소련 나는 긍지 높은 카자크의 후손이다). 하지만 그말은 체라피마에게 자신의 시체를 최대한 편하게 이용하라는 것이었고 체라피마는 올가의 시체를 이용해서 한스 예거를 속이고 그를 쏜다. 그뒤 이리나 걱정하며 달려나왔고 이리나는 체라피마를 안아준다. 그떄 체라피마는 이리나가 지금까지 자기와 같은 그 죄책감을 지니고 버티고 있었다는 것과 자신들의 죄책감을 줄여주려고 노력하고 있었다는 것을 깨닫는다. 그 뒤 독일군이 항복하고 체라피마는 이리나와 자신이 쏜 예거를 보러 가는데 예거는 놀랍게도 아직 중상을 입은채 살아있었고 자신의 애인이 죽은 줄안 예거는 체라피마를 노려보았으나 체라피마는 그 소련인 애인은 살아있다고 말한다. 그러나 그때 체라피마는 밖에서 자신의 소꿉친구이자 소련 포병인 미하일이 한 여자를 성폭력 하던것을 발견하고 결국 그를 쏘아 죽이게 된다( 하지만 미하일은 지금까지 모든 책임을 지고 묵묵하게 동지들을 위해 참고 버텨왔고 그가 성폭력을 한 것은 동지들을 위해 처음한 것이라고 밝혀졌다). 어쨌든 아군을 죽이게된 체라피마에게 이리나는 자신에게 누명을 씌우고  자신을 죽인 뒤 해명하라고 하나 체라피마는 자신의 손을 쏜 뒤 한스예거에게 누명을 쒸워서 살아난다. 그리고 한스 예거는 미하일의 복수를 하러 온 미하일의 부하에게 그자리에서 총살된다. 그 뒤 체라피마는 전쟁이 끝난 뒤 이리나와 자신의 고향을 재건하고 살아간다.
- 예카테리나(エカチェリーナ)

세라피마의 어머니.
- 미하일(ミハイル)

세라피마의 어릴 적 친구.
- 이리나(イリーナ)

저격병 훈련학교 교관. 전설적인 소련 여성 저격수인 류드밀라 파블리첸코의 동지이며(설정상) 자신도 저격수로서 직접 총 98을 사살하였으나 박격포를 맞고 오른손의 손가락 1.5개를 잃어 전장에서 돌아와서 교관이 된다. 세라피마와 마찬가지로 가족을 잃은 소녀들에게 ' 죽을 것인가 싸울 것인가 ' 라는 질문을 해서 데려왔으며 죽고 싶다고 한 자들에게는 삶의 목적과 의지를 볻돋아 데려와주었으며 싸울자들은 데려오고 살리고 싶다고한 타냐는 의무병으로 키워준다. 그러나 작전상 초토작전을 펼쳐 체라피마의원수가 되고 만다. 그러나 이리나는 그들에게 저격 훈련을 시키면서도 그들을 전장이란 지옥으로 끌고 나가는 것을 미안하게여기고 있었으며 마지막에는 체라피마 역시 이라나가 자신들을 위해 많이 도와주고있고 죄책감을 느끼고 있었다는 것을 알게된다.
- 샤를로타(シャルロッタ)

저격병 훈련학교 학생.
- 아야(アヤ)

저격병 훈련학교 학생.
- 야나(ヤーナ)

저격병 훈련학교 학생.
- 올가(オリガ)

저격병 훈련학교 학생. 사실은 소련 비밀경찰인 ' 체카 '이다.
- 타냐(ターニャ)

저격병 훈련학교 간호사.

## 한국어 번역본 정보
- 《소녀 동지여 적을 쏴라》(이소담 옮김, 다산책방 펴냄, 2023년 8월 출간, ISBN 9791130645490)